# Rhoogeton viviparus
Rhoogeton viviparus är en tvåhjärtbladig växtart som beskrevs av Leeuwenb.. Rhoogeton viviparus ingår i släktet Rhoogeton och familjen Gesneriaceae. Inga underarter finns listade i Catalogue of Life.